# Jakobovits Márta
Jakobovits Márta, leánynevén Sárközy Márta (Tasnádszántó, 1944. szeptember 22. –) erdélyi magyar keramikus, művészeti író. Jakobovits Miklós felesége. A Magyar Művészeti Akadémia Iparművészeti és Tervezőművészeti Tagozatának rendes tagja (2011).

## Életpályája
Sárközy Endre református lelkész és Sárközy Piroska kántortanító házasságából született. Középiskolai tanulmányait Nagykárolyban kezdte, a nagyszalontai Arany János Líceumban folytatta és itt érettségizett (1961); a nagyváradi hároméves Műépítészeti Technikum elvégzése után a kolozsvári Ion Andreescu Képzőművészeti Főiskola szerzett kerámia szakos diplomát (1971). Nagyváradon a Körös-vidéki Múzeumban muzeológusként működött, majd elment tanítani, később szabadfoglalkozású művész. 2006-ban doktorált Budapesten a Moholy-Nagy Művészeti Egyetemen.
Kivette részét a romániai képzőművészeti közéletből, 1975-től a Romániai Képzőművészek Szövetsége tagja, 2002-től a Nagyváradi Filiálé alelnöke; részt vett a Nagyváradi Keresztény Kutatóközpont alapításában. 1992-1993-ban kiállításokat szervezett Debrecenben és Nagyváradon. Az 1994-ben újjáalakult kolozsvári Barabás Miklós Céh tagja. 1997-től a Christian Artists Europe (Rotterdam) vezetőségi tagja.
Megyei és országos tárlatokon szerepelt, egyéni kiállításokat rendezett Nagyváradon, Kolozsvárt és Sepsiszentgyörgyön, valamint Franciaországban, Olaszországban, Lengyelországban, az NDK-ban és Hollandiában (1976–81). 2011-ben a XIII. Állami Művészeti Díjazottak kiállításán vett részt Budapesten a Magyar Alkotóművészek Háza - Olof Palme Házban. Képzőművészeti írásait a Fáklya, majd a Korunk és A Hét közli.
Kiváló kompozícióteremtő készséggel készült kerámiatárgyai nagyrészt kisplasztikai jellegűek.

## Kiállításai (válogatás)

### Egyéni
- 1969 • Nagyszalonta
- 1971, 1979 • Nagyvárad
- 1973 • Sepsiszentgyörgy
- 1979 • Nagygaléria, Kolozsvár
- 1980 • Hollandia
- 1985, 1986, 1988 • Németország
- 1991 • Finnország
- 2000 • Nagyvárad • Dorottya Galéria, Budapest
- 2001 • Sárospatak • Nagyszalonta
- 2003 • Nagyvárad
- 2005 • Bukarest, Nagyvárad, Kolozsvár
- 2008 • Temesvár
- 2010 • Nagyvárad

### Csoportos
- 1976, 1978 • Nemzetközi Kerámia Biennále, Vallauris, Franciaország
- 1976, 1979 • Nemzetközi Művészeti Kerámia Triennále, Sopot (Lengyelország)
- 1977, 1978, 1986, 1987 • Kerámia Verseny, Faenza (Olaszország)
- 1987, 1989 • Nemzetközi Kerámiaverseny, Perugia (Olaszország)
- 1989 • Nemzetközi Kerámia Fesztivál, Mino '89 (Japán)
- 1993 • Kisméretű Kerámiák IV. Világtriennále, Zágráb
- 2005 • Papír Forma - III. Országos Papírművészeti Triennálé, Vaszary Képtár, Kaposvár[1]
- 2011 • Magyar Alkotóművészek Háza - Olof Palme-ház, Budapest
- 2017 Szépművészeti Múzeum Kolozsvár

## Díjak, elismerések
- Honorable Mention (Japán, 1989);
- Szolnay Sándor-díj (Kolozsvár, 1994);
- Kőrösi Csoma Sándor-díj (2002);
- Magyar Kultúráért Díj (2004);
- Kiválósági-díj (Nagyvárad, 2004);
- A Romániai Képzőművészek Szövetségének Kerámia Díja (2007);
- Ferenczy Noémi-díj (2011)

## Társasági tagság
- Barabás Miklós Céh
- Romániai Képzőművészek Szövetsége

## Kapcsolódó információk
- E. Szabó Ilona: Jakobovits Miklós és Márta. Utunk, 1980/4.
- Gazda József: Harmónia és szépségideál. Jakobovits Márta alkotóműhelyében. Előre, 1982. szeptember 24.
- Banner Zoltán: Erdélyi magyar művészet a 20. században, Budapest, 1990
- Nagy T. Katalin: Jakobovits Márta kerámiái. Beszélgetés a művésszel. Magyar Iparművészet, 1999/4.
- Jakobovits Márta honlapja